# روی مور
روی مور (انگلیسی: Roy Moore؛ زادهٔ ۱۱ فوریهٔ ۱۹۴۷) وکیل، سیاست‌مدار و قاضی سابق آمریکایی است. مور در انتخابات سال ۲۰۰۱ به منصب قاضی ارشد دیوان عالی آلاباما انتخاب شد ولی در نوامبر ۲۰۰۳ از سوی دادگاه انتظامی قضات آلاباما به خاطر سرباز زدن از برداشتن ده فرمان که او بر ساختمان قضایی آلاباما نصب کرده بود با وجود حکم دادگاه فدرال، از کار برکنار شد. مور در سال ۲۰۱۳ مجدداً به عنوان قاضی ارشد برگزیده شد ولی در مه ۲۰۱۶ از آنجا که به قضات صادر کننده جواز ازدواج دستور داده بود با وجود لغو ممنوعیت ازدواج همجنس‌گرایان آن ممنوعیت را اجرا کنند از این منصب تعلیق شد. مور پس از ناکامی تقاضای تجدید نظر در آوریل ۲۰۱۷ استعفا داد.
مور در سال ۲۰۱۷ در حال رقابت برای کرسی سنای ایالات متحده از آلاباما است که پس از دادستان کل شدن جف سشنز خالی شده‌است. او و لوتر استرینج به مرحله دوم انتخابات مقدماتی حزب جمهوریخواه برای این کرسی راه یافتند و او با پیروزی در این مرحله نامزد حزب جمهوریخواه در انتخابات سراسری این کرسی سنا شد که در دسامبر ۲۰۱۷ برگزار شد.

## مواضع سیاسی

### مرتبط دانستن بلایای طبیعی با همجنسگرایی، سقط جنین و افول تدین
در اوت ۲۰۱۷ مور حملات ۱۱ سپتامبر را مجازاتی الهی به خاطر افول تدین آمریکاییان دانست. مور تیراندازی دبستان سندی هوک، که به مرگ ۲۸ نفر از جمله ۲۰ کودک انجامید را «به این خاطر که قانون خدا را فراموش کرده‌ایم» دانسته‌است. مور گفته مصایب در آمریکا ممکن است این خاطر باشد که «لواط را قانونی کرده‌ایم» و «به سقط جنین مشروعیت داده‌ایم».
واشینگتن پست نوشته‌است که «نرخ بالای قتل در شیکاگو، جنایت در خیابان‌های واشینگتن، آزار کودکان، تجاوز و لواط» از جمله بهاهایی است که این کشور برای «انکار هیمنه خداوند» پرداخته‌است.

### ضدیت با اسلام
مور خواهان ممنوعیت عضویت مسلمانان در کنگره شده و اسلام را «دینی دروغین» توصیف کرده‌است.
مور در سال ۲۰۰۶ نوشت که کیث الیسون از مینه‌سوتا، نخستین مسلمان انتخاب شده به مجلس نمایندگان ایالات متحده آمریکا، به این خاطر که به نظر او یک مسلمان نمی‌تواند صادقه سوگند بخورد باید از حضور در کنگره منع شود. مور گفت که قرآن به ادیان دیگر به جز اسلام اجازه موجودیت نمی‌دهد و افزود که «عقل سلیم به تنهایی لازم می‌دارد که در میانهٔ جنگ با تروریست‌های اسلامی نباید کسی را در موقعیت بسیار قدرتمند قرار دهیم که آموزه‌هایش با آنان مشترک است».

## انتخابات ویژه ۲۰۱۷ سنا در آلاباما

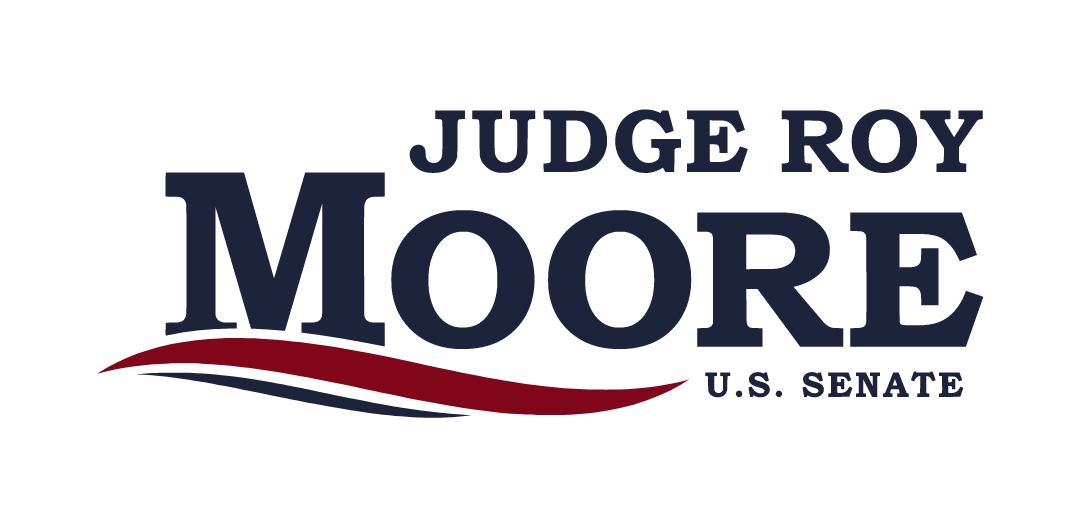

با انتخاب جف سشنز سناتور آلاباما به عنوان دادستان کل ایالات متحده یک انتخابات ویژه در سال ۲۰۱۷ برای انتخاب جانشین او در حال برگزاری است. در انتخابات مقدماتی حزب جمهوریخواه روی مور موفق شد بر لوتر استرینج که از سوی فرماندار آلاباما به عنوان سناتور موقت منصوب شده غلبه کند. در انتخابات سراسری در ۱۲ دسامبر او در برابر داگ جونز نامزد حزب دمکرات قرار گرفت. رئیس جمهور دونالد ترامپ در تماسی تلفنی با مور در ۴ دسامبر از او در این رقابت حمایت کرد. در رای‌گیری، داگ جونز از روی مور پیش افتاد و او را شکست داد. 

## اتهام آزار جنسی دختران نوجوان
در دوره رقابت‌های انتخاباتی کرسی سنای ایالت آلاباما، چند زن ادعا کردند که او آنها را وقتی که نوجوان بوده‌اند و زیر سن قانونی، «دستمالی» کرده و آزار جنسی داده است.
از جمله این اتهام‌ها علیه روی مور، این‌که لی کورفمن و سه زن دیگر او را متهم کرده‌اند هنگامی که ۱۴ تا ۱۸ ساله بوده‌اند، به آنها دست‌درازی کرده است.
روی مور این اتهام‌ها را رد کرده و آنها را جزئی از تلاش مخالفانش در هر دو حزب جمهوری‌خواه و دموکرات برای متوقف‌کردن او قلم‌داد کرد.
ستاد انتخاباتی‌اش هم در بیانیه‌ای با اشاره به سابقه ۳۳ساله ازدواج او که حاصلش چهار فرزندش است، نوشت: "اگر این اتهام‌ها حقیقت داشت، مدت‌ها قبل از این منتشر می‌شدند."
بعضی رهبران حزب جمهوری‌خواه علناً خواستار کناره‌گیری او از این انتخابات شده‌اند و حتی تهدید کرده‌اند که در صورت پیروزی روی مور در انتخابات ایالت آلاباما، با کشاندن پرونده او به کمیته اخلاقی، مانع از ورودش به کنگره خواهند شد.